# Царевская (Архангельская область)
Царёвская — деревня в Устьянском районе Архангельской области.

## География
Находится в южной части Архангельской области на расстоянии приблизительно 22 км на юг по прямой от административного центра района поселка Октябрьский.

## История
В 1859 году здесь (деревня Тотемского уезда Вологодской губернии) было учтено 14 дворов. До 2004 года входила в Минский сельсовет. До 2022 года была в составе Ростовско-Минского сельского поселения до его упразднения.

## Население
| 2002 | 2010 | 2012 |
| ---- | ---- | ---- |
| 10   | ↗11  | ↗12  |

Численность населения: 114 человек (1859 год), 12 (русские 100 %) в 2002 году, 11 в 2010.

## Инфраструктура
Личное подсобное хозяйство с зоной сельскохозяйственного использования, индивидуальная застройка усадебного типа.
Основа экономики — сельское хозяйство.

## Транспорт
Деревня доступна автотранспортом.